# Megacraspedus arnaldi
Megacraspedus arnaldi is een vlinder uit de familie van de Tastermotten (Gelechiidae). De soort is voor het eerst wetenschappelijk beschreven als Mesophleps arnaldi door Emilio Turati en Giorgio Krüger in een publicatie uit 1936.
De soort komt voor in Libië.